# Championnat d'Indonésie de football 2007
Navigation
Saison précédente Saison suivante
La saison 2007 du Championnat d'Indonésie de football est la treizième édition du championnat de première division en Indonésie.
La compétition se compose de plusieurs phases :
- la première voit les trente-six équipes participantes réparties en deux poules (Est et Ouest) où elles s'affrontent deux fois au cours de la saison, à domicile et à l'extérieur. À l'issue de cette phase, les quatre premiers se qualifient pour le Super Huit.
- le Super Huit est disputée avec deux poules de quatre équipes, qui ne s'affrontent qu'une seule fois. Les deux premiers de chaque groupe joue la phase finale.
- la phase finale est disputée sous forme de matchs à élimination directe (demi-finales et finale sur un seul match).

C'est le club de Sriwijaya FC qui remporte le championnat cette saison après avoir battu lors de la finale nationale PSMS Medan.  C'est le tout premier titre de champion d'Indonésie de l'histoire du club, qui réussit même le doublé en s'imposant en finale de la Coupe d'Indonésie face à Persipura Jayapura.
Cette saison est la dernière disputée sous cette forme. La saison suivante voit la mise en place de l'Indonesia Super League, avec une poule unique de dix-huit équipes. Afin de permettre la réduction du nombre d'engagés, seuls les neuf premiers de chaque poule de première phase se maintiennent, les autres clubs sont reversés en Divisi Utama, la nouvelle deuxième division indonésienne.

## Les clubs participants
| - Persija Jakarta - Arema Malang - PSIS Semarang - PSMS Medan - Persib Bandung - Persekabpas Pasuruan - PSS Sleman - Persita Tangerang - Sriwijaya FC - Semen Padang - Persikota Tangerang - PSDS Deli Serdang - Deltra Putra Sidoarjo - PSIM Jogjakarta - Perseman Manokwari - Promu de D2 - Persebaya Surabaya - Promu de D2 - Persma Manado - Promu de D2 - Pelita Jaya | - Persipura Jayapura - PSM Makassar - Persik Kediri - Persiter Ternate - Persiba Balikpapan - PKT Bontang - Persema Malang - Persela Lamongan - Persmin Minahasa - Bali Persegi FC - Persibom Bolaang Mongondow - Persijap Jepara - Persiwa Wamena - Persitara Jakarta Utara - Persis Solo - Promu de D2 - Persikabo Bogor - Promu de D2 - Persiraja Banda Aceh - Promu de D2 - PSSB Biren - Promu de D2 |

## Compétition
Le barème utilisé pour établir l'ensemble des classements est le suivant :
- Victoire : 3 points
- Match nul : 1 point
- Défaite : 0 point

### Classement

#### Première phase
| Rang | Équipe                  | Pts | J  | G  | N  | P  | Bp | Bc | Diff |
| ---- | ----------------------- | --- | -- | -- | -- | -- | -- | -- | ---- |
| 1    | Sriwijaya FC            | 66  | 34 | 20 | 6  | 8  | 59 | 31 | +28  |
| 2    | Persija Jakarta         | 61  | 34 | 18 | 7  | 9  | 55 | 40 | +15  |
| 3    | PSMS Medan              | 58  | 34 | 17 | 7  | 10 | 44 | 28 | +16  |
| 4    | Persik KediriT          | 56  | 34 | 17 | 5  | 12 | 61 | 51 | +10  |
| 5    | Persib Bandung          | 54  | 34 | 15 | 9  | 10 | 45 | 29 | +16  |
| 6    | Persela Lamongan        | 54  | 34 | 15 | 9  | 10 | 41 | 34 | +7   |
| 7    | Persitara Jakarta Utara | 53  | 34 | 15 | 8  | 11 | 39 | 33 | +6   |
| 8    | Pelita JayaP            | 52  | 34 | 15 | 7  | 12 | 43 | 30 | +13  |
| 9    | Persita Tangerang       | 50  | 34 | 13 | 11 | 10 | 33 | 36 | -3   |
| 10   | PSIS Semarang           | 49  | 34 | 13 | 10 | 11 | 44 | 34 | +10  |
| 11   | Persikabo BogorP        | 48  | 34 | 12 | 12 | 10 | 46 | 38 | +8   |
| 12   | PSS Sleman              | 46  | 34 | 12 | 10 | 12 | 42 | 43 | -1   |
| 13   | Persema Malang          | 45  | 34 | 12 | 9  | 13 | 35 | 46 | -11  |
| 14   | PSDS Deli Serdang       | 44  | 34 | 12 | 8  | 14 | 39 | 40 | -1   |
| 15   | Persikota Tangerang     | 30  | 34 | 6  | 12 | 16 | 26 | 41 | -15  |
| 16   | Semen Padang            | 27  | 34 | 7  | 6  | 21 | 21 | 44 | -23  |
| 17   | Persiraja Banda AcehP   | 26  | 34 | 6  | 8  | 20 | 18 | 59 | -41  |
| 18   | PSSB BireunP            | 24  | 34 | 6  | 6  | 22 | 26 | 60 | -34  |

| Rang | Équipe                     | Pts | J  | G  | N  | P  | Bp | Bc | Diff |
| ---- | -------------------------- | --- | -- | -- | -- | -- | -- | -- | ---- |
| 1    | Persipura Jayapura         | 64  | 34 | 19 | 7  | 8  | 54 | 24 | +30  |
| 2    | Persiwa Wamena             | 59  | 34 | 18 | 5  | 11 | 56 | 30 | +26  |
| 3    | Deltra Putra Sidoarjo      | 59  | 34 | 17 | 8  | 9  | 47 | 30 | +17  |
| 4    | Arema Malang               | 57  | 34 | 15 | 12 | 7  | 45 | 28 | +17  |
| 5    | PSM Makassar               | 57  | 34 | 17 | 6  | 11 | 43 | 33 | +10  |
| 6    | Persiter Ternate           | 57  | 34 | 17 | 6  | 11 | 33 | 28 | +5   |
| 7    | Persiba Balikpapan         | 55  | 34 | 16 | 7  | 11 | 48 | 35 | +13  |
| 8    | Persmin Minahasa           | 53  | 34 | 14 | 11 | 9  | 43 | 34 | +9   |
| 9    | Persijap Jepara            | 52  | 34 | 15 | 7  | 12 | 38 | 36 | +2   |
| 10   | Persibom Bolaang Mongondow | 46  | 34 | 13 | 7  | 14 | 41 | 47 | -6   |
| 11   | Persis SoloP               | 43  | 34 | 12 | 7  | 15 | 43 | 43 | 0    |
| 12   | Persma ManadoP             | 41  | 34 | 10 | 11 | 13 | 32 | 50 | -18  |
| 13   | PKT Bontang                | 39  | 34 | 10 | 9  | 15 | 33 | 42 | -9   |
| 14   | Persebaya SurabayaP        | 39  | 34 | 11 | 6  | 17 | 36 | 50 | -14  |
| 15   | PSIM Jogjakarta            | 32  | 34 | 8  | 8  | 18 | 30 | 45 | -15  |
| 16   | Persekabpas Pasuruan       | 32  | 34 | 8  | 8  | 18 | 34 | 52 | -18  |
| 17   | Perseman ManokwariP        | 32  | 34 | 8  | 8  | 18 | 28 | 55 | -27  |
| 18   | Bali Persegi FC            | 29  | 34 | 6  | 11 | 17 | 24 | 46 | -22  |

- Pour des raisons inconnues, les clubs de Persiter Ternate et Persmin Minahasa renoncent à s'engager en Indonesia Super League la saison suivante. Ces désistements entraînent le repêchage de PKT Bontang et de PSIS Semarang.

#### Super Huit
Groupe A :
| Rang | Équipe         | Pts | J | G | N | P | Bp | Bc | Diff |  | Résultats (▼ dom., ► ext.) | Sriw | PSMS | Arem | PeWa |
| ---- | -------------- | --- | - | - | - | - | -- | -- | ---- |  | -------------------------- | ---- | ---- | ---- | ---- |
| 1    | Sriwijaya FCC  | 5   | 3 | 1 | 2 | 0 | 4  | 2  | +2   |  | Sriwijaya FCC              |      | 2-2  | 2-0  | 0-0  |
| 2    | PSMS Medan     | 4   | 3 | 1 | 1 | 1 | 4  | 4  | 0    |  | PSMS Medan                 |      |      | 0-1  | 2-1  |
| 3    | Arema Malang   | 4   | 3 | 1 | 1 | 1 | 3  | 4  | -1   |  | Arema Malang               |      |      |      | 2-2  |
| 4    | Persiwa Wamena | 2   | 3 | 0 | 2 | 1 | 3  | 4  | -1   |  | Persiwa Wamena             |      |      |      |      |

Groupe B :
| Rang | Équipe                | Pts | J | G | N | P | Bp | Bc | Diff |  | Résultats (▼ dom., ► ext.) | PeJa | PeJa | PeKe | Delt |
| ---- | --------------------- | --- | - | - | - | - | -- | -- | ---- |  | -------------------------- | ---- | ---- | ---- | ---- |
| 1    | Persipura Jayapura    | 7   | 3 | 2 | 1 | 0 | 8  | 1  | +7   |  | Persipura Jayapura         |      | 0-0  | 4-1  | 4-0  |
| 2    | Persija Jakarta       | 5   | 3 | 1 | 2 | 0 | 3  | 2  | +1   |  | Persija Jakarta            |      |      | 2-2  | 1-0  |
| 3    | Persik Kediri         | 4   | 3 | 1 | 1 | 1 | 4  | 6  | -2   |  | Persik Kediri              |      |      |      | 1-0  |
| 4    | Deltra Putra Sidoarjo | 0   | 3 | 0 | 0 | 3 | 0  | 6  | -6   |  | Deltra Putra Sidoarjo      |      |      |      |      |

#### Demi-finales
| Équipe 1           | Résultat      | Équipe 2        |
| ------------------ | ------------- | --------------- |
| Sriwijaya FC       | 1 - 0         | Persija Jakarta |
| Persipura Jayapura | 0 - 0 4-5 tab | PSMS Medan      |

- À la suite d'émeutes ayant eu lieu durant la demi-finale opposant Persipura Jayapura et PSMS Medan (au cours desquelles un supporter a trouvé la mort), la fédération indonésienne décide de reporter la finale du 9 au 10 février et de faire disputer la rencontre à huis clos.

#### Finale
| 10 février 2008 | Sriwijaya FC                          | 3 - 1 a.p. | PSMS Medan | Stade Jalak Harupat, Bandung           |                                        |
|                 | Richard 15e · Gumbs 107e · Rahan 114e |            | Lomel 69e  | Spectateurs : 0 Arbitrage : M.Purwanto | Spectateurs : 0 Arbitrage : M.Purwanto |

## Bilan de la saison
| Championnat d'Indonésie de football 2007 |                          |
| Champion                                 | Sriwijaya FC (1er titre) |
| Coupes et trophées                       |                          |
| Vainqueur de la Coupe d'Indonésie 2007   | Sriwijaya FC             |
| Qualifications continentales             |                          |
| Ligue des champions de l'AFC 2009        | Sriwijaya FC             |
| Ligue des champions de l'AFC 2009        | PSMS Medan               |
| Promotions et relégations                |                          |
| Promus en Premier Division               | Aucun                    |
| Relégués en Second Division              | 18 clubs                 |